# Monogon
În geometrie un monogon, cunoscut și sub numele de henagon sau enagon, este un poligon cu o singură latură și un singur vârf. Deși cele două denumiri se referă la aceeași noțiune, cea de monogon pune accentul pe definirea ca o figură geometrică formată dintr-un vârf și o latură, iar cea de henagon pe faptul că este un poligon cu un vârf și o latură.
Are simbolul Schläfli {1}. Deoarece un monogon are o singură latură și un singur vârf, monogonul satisface definiția poligoanelor regulate.

## În geometria euclidiană
În geometria euclidiană un monogon este un poligon degenerat deoarece punctele de la capetele laturii sale trebuie să coincidă, spre deosebire de orice segment de dreaptă euclidiană. Cele mai multe definiții ale unui poligon nu admit monogonul în geometria euclidiană.

## În geometria sferică
În geometria sferică, un monogon poate fi format dintr-un  vârf pe un cerc mare (ecuator). Acesta formează un diedru, {1,2}, cu două fețe monogonale emisferice care au în comun o latură de 360° și un vârf. Dualul său, un hosoedru, {2,1}, are două vârfuri antipodale la poli, o față în formă de fus de 360° și o latură de tip meridian între cele două vârfuri.
| Diedru monogonal, {1,2} | Hosoedru monogonal, {2,1} |

De asemenea, un monogon poate există într-un spațiu toric sau cilindric, de exemplu pe un 2-tor sau un 2-cilindru.